# Julius vor der verschlossenen Himmelstür
Julius vor der verschlossenen Himmelstür (lateinischer Originaltitel: Dialogus, Iulius exclusus e coelis) ist der Titel einer Satire von Erasmus von Rotterdam, die er angeblich im Jahre 1513 schrieb, nachdem Papst Julius II. (Papst von 1503 bis 1513) verstorben war. Die Satire erschien anonym. Erasmus hat die Autorschaft zeit seines Lebens bestritten.
In einem langen Dialog, in dem Petrus dem soeben dahingeschiedenen „Soldaten-Papst“ den Einlass in den Himmel verwehrt, kritisiert Erasmus den damaligen Zustand des Papsttums und seine Hinwendung zur weltlichen Politik. Auf die Frage des Petrus an Julius, was er denn als Papst für die Christen geleistet hätte, lässt Erasmus wortreich antworten:

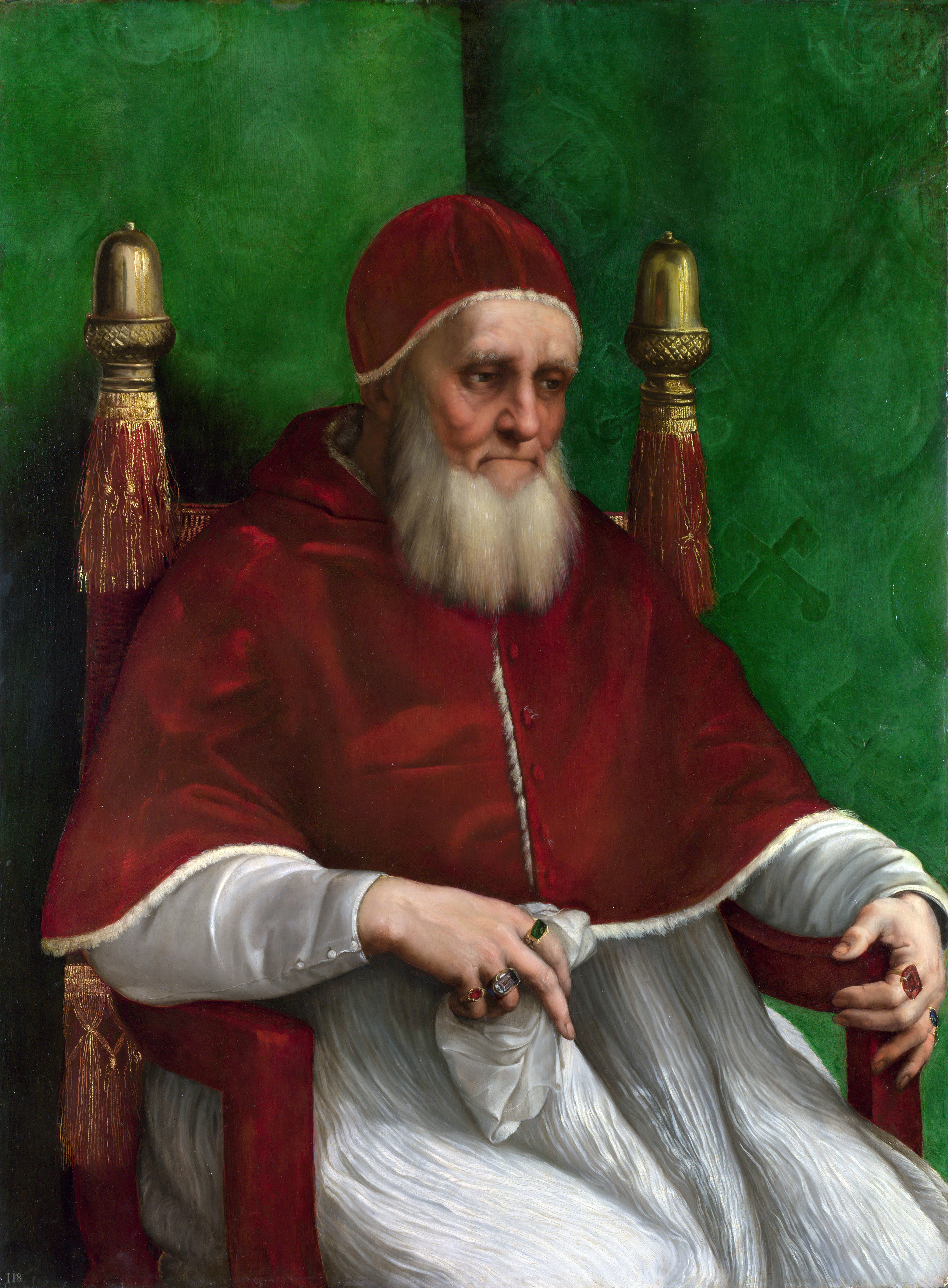
Julius II. Gemälde von Raphael

„Ich habe Geld angehäuft, da ich begriff, dass ohne Geld nichts Heiliges und nichts Weltliches ausgeführt werden kann. Bologna habe ich dem Heiligen Stuhl zurückgegeben und in einem Kriegszug das vorher nie besiegte Venedig zermalmt. Den Herzog von Ferrara habe ich nach den Qualen eines lang dauernden Krieges fast ins Verderben gelockt [...] Schließlich habe ich die Franzosen, die damals ein Schrecken für den ganzen Erdenkreis waren, gänzlich aus Italien verjagt. Ich war dabei, auch die Spanier zu vertreiben [...]
Mein Ansehen und meine Schlauheit hatten solchen Einfluss, dass es heute keinen christlichen König gibt, den ich nicht zum Kampf herausgefordert habe, nachdem ich alle Verträge gebrochen, zerrissen und vernichtet hatte [...] Außerdem habe ich, obwohl ich ein großes Heer hielt, großartige Triumph-Feste abgehalten, sehr viele Spiele veranstaltet, an sehr vielen Orten Bauten errichtet und dennoch bei meinem Tod fünf Millionen Dukaten hinterlassen [...] Obwohl ich schon im Sterben lag, habe ich doch eifrig dafür gesorgt, dass die Kriege, die ich auf der ganzen Welt angestiftet habe, nicht beigelegt werden [...] Weigerst du dich auch jetzt noch, den Papst, der sich so um Christus und die Kirche verdient gemacht hat, die Pforte des Himmels zu öffnen?“

Auf die letzte Frage, ob er nun bitte schön die Himmelstür aufschließen wolle, antwortete Petrus, dass er jeden X-Beliebigen hereinlasse, aber nicht einen solchen Unhold wie Julius. Der hätte ja tüchtige Männer und unermessliche Geldmittel und wäre doch auch ein guter Bauherr, also könne er sich ja sein eigenes Paradies errichten.
Erasmus geißelt in dieser Satire die Machtpolitik der damaligen Päpste im Allgemeinen, im Besonderen die von Julius II. Auch dieses Dokument ist ein Beleg dafür, dass Erasmus Gewalt und Krieg aufs Schärfste verurteilte und sich nicht scheute, offene Kritik satirisch zu ummanteln.

## Verbreitungsgeschichte
Erasmus verfasste das Pamphlet nach Papst Julius’ II Tod 1513. Es wurde nicht sofort gedruckt, war aber 1516 im Basler Freundeskreis des Erasmus bekannt, als Bonifacius Amerbach eine Abschrift machte. Anfang 1517 erschien es erstmals als Broschüre gedruckt und war in diesem Jahr bereits am burgundischen Hof bekannt. Es erlebte rasch mehrere Ausgaben, anfänglich ohne Angaben von Druckort und Druckjahr, zum Beispiel die Ausgabe vermutlich [Strassburg, um 1519], die im VD16 unter der Nummer L 1517 verzeichnet ist und durch die Bayerische Staatsbibliothek (BSB) digitalisiert ist. Die erste datierte Ausgabe erschien im September 1518 beim Drucker Dirk Martens in Löwen (Louvain). Das scharfzüngige Werk fand interessierte Leser. Nach Zeugnis von Bonifacius Amerbach wurde es noch 1528 im Druck verbreitet. Im Zeitalter der Reformation und bei der Agitation gegen das Papsttum hatte es, wie die vielen anderen Flugschriften, eine große Wirkung, auch wenn sein mutmaßlicher Verfasser sich nicht vom Alten Glauben abwandte. Auch Martin Luther schätzte den Text sehr.